# 化石燃料の段階的廃止

企業・政府・家計は、再生可能エネルギー、電気自動車およびそれに伴うインフラ・エネルギー貯蔵・エネルギー効率の高い暖房システム・炭素回収/貯留・水素エネルギーなど、脱炭素化に対してより多くを投資してきている。

再生可能エネルギーの導入が広く進む中で、エネルギーの均等化発電コスト（LCOE）は低下しており、特に太陽光パネル発電で顕著である。

化石燃料の段階的廃止（かせきねんりょうのだんかいてきはいし、英：Fossil fuel phase-out ）とは、大気汚染削減・地球温暖化抑制・エネルギー自立強化を目的として、化石燃料の使用・生産ゼロを目標に実行する段階的な削減である。その取り組みは、グリーン水素・バイオ燃料などを含む持続可能なエネルギー源への代替を伴う。
関連政策では、需要側に化石燃料の消費を削減させ供給側に減産させることで、エネルギー転換と排出削減の速度をともに加速させることを狙う。化石燃料企業に対し、排出した炭素と同量を埋め戻すことを義務付ける法律を制定すべきだという提案さえある。
2024年時点で世界の化石燃料使用量は増加の一途である。多くの国々が石炭火力発電所を閉鎖しており、再生可能エネルギー割合は順調に増加しているものの、電力生産における石炭からの脱却はパリ協定目標達成が可能な速度では進んでおらず、多くの国の間で明確なスケジュールは未だに合意に至っていない。
化石燃料の段階的廃止は化石燃料の燃焼とそれに伴う温室効果ガスの排出の終了を特に目的としており、化石燃料製品の製造原料としての使用削減（例：バイオプラスチック）は、廃止計画としては通常扱われない。

## 動機

### 大気汚染対策
大気汚染による数百万人の早死の大半は化石燃料によるものである。大気汚染は屋内（暖房や調理など）でも屋外（車の排気など）でも発生する。ある推定では大気汚染の65%が化石燃料に起因しその死者数は年間350万人である。ロンドン大学衛生熱帯医学大学院のアンディ・ヘインズ教授によれば、各国の生命価値を基に経済学者が評価した金銭的な健康利益は、地球温暖化2℃未満を達成するためのコストをはるかに上回る。

### 気候危機対策
化石燃料（石油・ガス・石炭）の燃焼温暖化ガス排出は全温暖化ガス排出の7割以上であり、化石燃料の段階的廃止は地球温暖化の緩和および大気汚染の削減において最大の役割を果たす。2020年に国際エネルギー機関（IEA）は、パリ協定の目標を達成するには化石燃料の廃止は4倍の速さで進めなければならないと述べた。産業革命以前の水準を基準とし気温上昇を1.5℃以内に抑えるという目標を達成するには、2021年時点で各国および企業が所有している化石燃料埋蔵量の大部分を地中に残す必要がある。

### エネルギー自立
エネルギー自立は化石燃料資源を欠く国々の化石燃料からの脱却の最大の動機である。スイスでは二回の世界大戦中、中立国であったものの石炭輸入が困難になったことを受け、鉄道網のほぼ全体を電化することとした。山岳国スイスは水力発電資源が豊富であり電気機関車を国内資源で運行することで、石炭輸入の必要を削減できた。
1973年石油危機も、多くの国や地域で化石燃料輸入への依存から脱却するためのエネルギー政策転換を促す契機となった。フランスでは、政府が野心的な原子力拡張計画を実行し、1980年代末までに電力部門のほぼ全体を石炭・ガス・石油から原子力へと転換させた。
オランダ やデンマークにおける自転車利用促進の動きも1973年の石油危機と重なり、交通部門における石油輸入の必要性を削減する目的も含まれていた。

## 各化石燃料の現況
脱化石燃料の世界現況について、2025年の世界経済フォーラムの分析・考察報告書によれば、評価対象の世界118か国で日本は25位にとどまり「日本は引き続きエネルギーの持続可能性の向上とクリーンエネルギーの利用拡大に取り組む必要がある。関連技術の導入と開発を活性化させるための行動をとることが極めて重要である」と指摘された。いっぽう中国は2024年の世界のクリーンエネルギー投資の約40%を占める投資と、再生可能エネルギーの発電容量拡大を背景に、過去最高の12位に躍進した。

### 石炭
地球温暖化2℃未満の目標を達成するには、石炭の使用を2020年から2030年の間に半減させる必要がある。欧州復興開発銀行は公正な石炭からの移行を支援している。しかし2017年現在石炭は世界の一次エネルギーの4分の1以上を供給しており、化石燃料による温室効果ガス排出の約40%を占めている。石炭の廃止は短期的な健康および環境上の利益がそのコストを上回るとされており、これがなければ地球温暖化2℃未満は達成不可能である。それにもかかわらずいくつかの国は依然として石炭を支持しており、どの程度迅速に廃止すべきかについて大きな意見の相違がある。
2018年現在、30か国および多くの地方政府・企業が「石炭火力からの脱却同盟」に加盟し、二酸化炭素回収・貯留（CCS）を伴わない石炭火力発電からの転換を進めることを宣言している（CCS付きは「abatement」と呼ばれるがCCSが非常に高額であるため、ほとんどの発電所はCCSを伴わない）。しかし2019年現在石炭を最も多く使用する国々はこの同盟に加盟せず、いまだに新たな石炭火力発電所の建設や融資を続けている国さえある。2019年国連事務総長アントニオ・グテーレスは、2020年以降新たな石炭火力発電所を建設することを止めなければ「全面的な災害」に直面すると述べた。
2020年には中国が火力発電所をいくつか建設したものの、世界全体としては新設よりも多くの石炭火力発電所が退役した。国連事務総長は、OECD諸国は2030年まで、それ以外の国々は2040年までに石炭による発電を終了すべきであると述べている。

### 石油

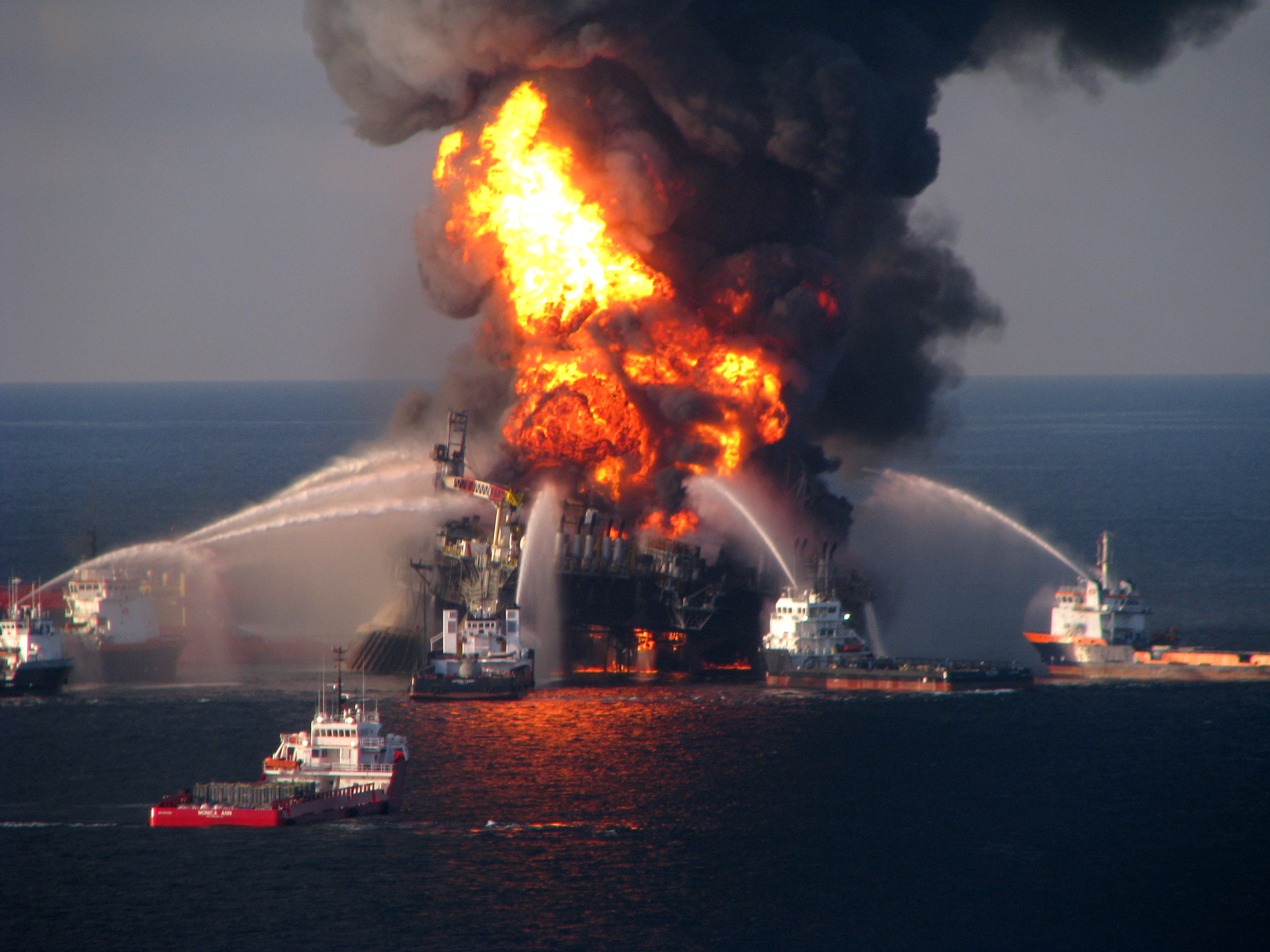
2010年メキシコ湾原油流出事故では、490万バレル（78万立方メートル）の原油が流出した。

### 天然ガス
天然ガスは広く発電に使用されており排出強度は約500g/kWhである。ガス暖房も二酸化炭素排出の主要原因である。さらに、漏出は大気中メタンの大きな発生源でもある。
一部の国は天然ガスを「橋渡し燃料」として一時的に使用し石炭を代替し、その後再生可能エネルギーや水素経済に置き換えるとしている。しかしこの「橋渡し燃料」は従来の化石燃料の使用期間を大幅に延長しうるものであり、その結果2020年代に建設されたガス火力発電所などの資産が座礁資産となりかねない（これらの発電所の平均寿命は35年である）。天然ガス資産は石油や石炭の資産よりも遅れて座礁化する可能性が高く、おそらく2050年までにはならないであろうが、一部の投資家は評判リスクを懸念している。
ヨーロッパガス送電系統運用者ネットワーク（ENTSOG）による水素の使用拡大や、建築基準の変更によるガス暖房の使用削減 など、いくつかの地域では化石ガスの廃止が進展している。住宅消費者が電化に移行するにつれて、ガス網の運用と維持の資金調達は困難になる可能性がある。

## 手段

2022年、世界のエネルギー転換投資額が化石燃料への投資額に追いついた。

欧州連合（EU）では2020年、再生可能エネルギーは化石燃料を上回り主要な電力源となった。

国際エネルギー機関（IEA）は、今世紀半ばまでにカーボンニュートラルを達成するには再生可能エネルギーへの世界的な投資を2030年までに年4兆ドル超（3倍）に増やす必要があると見積もっている。

### 石油・天然ガスエンジン自動車の撤廃

電気自動車の販売動向はガソリン車からの転換を示している。

石油は高いエネルギー密度と取り扱いの容易さゆえ、輸送用燃料としての大きな役割を果たしてきた。しかし代替手段はいくつかある。
多くの国や都市が一定期限までに新たな内燃機関車両の販売を禁止し、すべての新車は電気またはその他のクリーンエネルギー源によって動くものとすることを義務づけており 、イギリスでは2035年までに、ノルウェーでは2025年までに実施するものとしている。多くの交通当局は電動バスのみを導入しようとしている。アメリカの多くの州ではゼロエミッション車の義務があり、販売される車の一定割合を段階的に電気自動車とすることが求められている。ドイツ語の「Verkehrswende（交通転換）」という用語は「Energiewende（エネルギー転換）」に類似したものであり、内燃機関に依存する道路交通から自転車・徒歩・鉄道輸送への転換と、残存する道路車両の電動化を求めている。
一部の国である程度確立されているバイオエタノールやバイオディーゼルなどのバイオ燃料は、再生可能液体燃料として市場に参入しつつあるが、これらの多くは自然環境・食料安全保障・土地利用の負担を犠牲として伴うと批判されている。
水素自動車もまたさまざまな国で開発が進められており、その効率は電気自動車の約3分の1だがガソリン車の約2倍である。とはいえ水素は実際には一次エネルギー源ではなくエネルギー貯蔵媒体であり、その製造には再生可能エネルギーが必要である。2021年時点で水素自動車はコストと効率の面で電気自動車に劣っているが、短距離輸送フェリーや極寒地など特定の用途では有望視されている。

### 代替航空燃料
エタノールのような一部のバイオ燃料はエネルギー密度が低いため、航空利用ではより多回数の給油着陸が必要になる可能性がある。エアバスA380は2008年2月1日に初めて代替燃料で飛行した。この時点でボーイングも747型機への代替燃料の使用を計画していた。米空軍は現在、フィッシャー・トロプシュ法由来の合成燃料とJP-8ジェット燃料の等量混合燃料で全機を運用できるよう認証作業を進めている。

### 化石燃料補助金の削減・廃止[72][73]
化石燃料企業は政府に対してロビー活動を行っており、世界中の国々で化石燃料に対する多額の補助金を獲得している。2019年時点での消費に対する化石燃料補助金は合計3,200億米ドルに達した。2019年現在各国政府は年間約5,000億ドルを化石燃料に補助している。国際通貨基金（IMF）は、温室効果ガス排出に炭素価格を設定しない広義の補助金の定義では、2017年の化石燃料補助金は5.2兆ドル（世界GDPの6.4%）と推計している。
気候危機に対応するためにはこれら化石燃料補助金の廃止が不可欠である。この改革は抗議や貧困層の困窮を招くおそれもあるが、多くの場合、化石燃料の低価格化は貧困層ではなく富裕層により多大な恩恵を与えていることから、貧困層支援には補助金ではない他のより的確な対策が望ましく、これにより国民全体の化石燃料補助金廃止に対する支持を獲得しうる。

経済理論によれば、最適な政策は石炭の採掘および燃焼に対する補助金を撤廃し代わりに最適な税を導入することである。グローバルな研究は、たとえ課税を行わなくても部門ごとの補助金と貿易障壁の撤廃により、効率性が向上し環境負荷が軽減されることを示している。これら補助金の撤廃は、温室効果ガスの大幅な削減と再生可能エネルギー分野での雇用創出をもたらす。2023年IMFは、化石燃料補助金撤廃によって地球温暖化2℃を大きく下回る水準に抑えることができるとしている。ただし補助金撤廃の実際の影響は、撤廃対象となる補助金の種類や、代替エネルギー源の利用可能性・経済性に大きく左右される。
また、「カーボンリーケージ（炭素漏出）」の問題も存在する。すなわち、ある国でエネルギー集約型産業に対する補助金を撤廃すると、化石燃料規制の緩い他国へその産業が移転し、結果的に世界全体では排出量が増加してしまう可能性がある。先進国ではエネルギーコストが低く補助金も多いのに対し、グローバルサウスのような途上国では貧困層が質の低いサービスに高コストな負担を強いられているのが現実である。
2009年、2030年までに世界の全エネルギーを風力・水力・太陽光によって賄う計画が提案された 。この計画では、化石燃料から再生可能エネルギーへ補助金を移転することと、洪水・サイクロン・ハリケーン・干ばつ・その他異常気象による損害を反映した炭素価格の導入を推奨している。
インドや中国では2021年以降すでに、石炭補助金を除外すると、新規の大規模太陽光発電による電力の平準化発電コストは既存の石炭火力発電所よりも低くなっている。
ライス大学エネルギー研究センターによる研究は、各国が以下の段階を踏むことを提案している：
1. 暗黙的および明示的な化石燃料補助金の完全撤廃に対して明確な期限を設ける。
2. 補助金改革に関する用語を明確にし曖昧な表現を排除する。
3. 後退を防ぐため改革の道筋を法制化する。
4. 市場連動価格の透明な算出式を公表し、定期的な価格調整を遵守する。
5. 段階的かつ計画的に改革を導入する。価格を徐々に引き上げることで消費者に改革の意図を伝え、エネルギー効率への投資を促す猶予を与える。
6. 外部費用を考慮に入れるため時間をかけて化石燃料製品・サービスに対する課徴金や税金を課し、税制に残る化石燃料優遇措置を撤廃する。
7. 脆弱な層の利益を維持するため補助価格の維持ではなく直接給付によって支援する。
8. 包括的な広報キャンペーンを展開する。
9. 残存する補助金は完全な国際価格に基づいて国家予算に計上し、財務省が負担する。
10. 価格と排出量の変化を文書化し報告義務を課す。

## 研究事例

電力を化石燃料に大きく依存している国々は、そのうち再生可能エネルギーが占める割合に大きな差があり、再生可能エネルギーの成長可能性にも大きな違いがある。赤字：化石燃料使用量世界ランク１～５位国：中国、米国、インド、日本、ロシア。

2015年、グリーンピースと気候行動ネットワークは、ヨーロッパ全体で石炭火力発電の段階的廃止の必要性を強調した報告書を発表した。その分析は、公式EU登録簿の排出データを含む280の石炭発電所のデータベースに基づいている。
2016年のオイル・チェンジ・インターナショナルの報告書では、現在稼働中の炭鉱および油田・ガス田を操業寿命いっぱいまで稼働すると、炭素排出量は2015年地球温暖化2℃の上限をわずかに超え、パリ協定目標値1.5℃からさらに遠ざかると結論づけ、「最も強力な気候政策は最も単純でもある。新たな化石燃料の採掘をやめることだ。」と指摘している:5。風力や太陽光発電はコスト面で石炭に対抗し始めている。
2016年、海外開発研究所（ODI）と他11のNGOは、電力の利用が出来ない人口が多い国における新たな石炭火力発電所建設の影響に関する報告書を発表し、火力発電所の建設は貧困層の支援にはほとんどならずかえって状況を悪化させる可能性があると結論づけている。
2018年の『Nature Energy』に掲載された研究は、ヨーロッパの10カ国が現行のインフラのままで石炭火力発電を完全に廃止できる可能性を示唆しており、米国とロシアでも少なくとも30%を段階的に廃止できるとしている。
2020年Fossil Fuel Cuts Databaseは、化石燃料の生産を制約する供給側イニシアチブの初の世界的な記録を提供し、1988年から2021年10月までに110か国で実施された7つの主要供給側アプローチの下で1967のイニシアチブが記録されている（それぞれのカテゴリで記録されたイニシアチブ数：ダイベストメント：1201、封鎖 ：374、訴訟：192、モラトリアムおよび禁止 ：146、生産補助金の撤廃 ：31、化石燃料生産への炭素税：16、排出量取引制度：7）。
2019年のGeGaLo指数（Geopolitical gains and losses: 地政学的利益と損失の指数）は、世界が再生可能エネルギーに完全移行した場合156か国の地政学的立場がどのように変化するかを評価し、化石燃料輸出国（例：OPEC加盟国）は現在の地位を失い、再生可能エネルギー資源が豊富な国やかつての輸入国はその立場が強化されるとしている。にもかかわらず『ガーディアン』の2022年の調査によれば、大手化石燃料企業は、国際的に合意された気温目標を超えるほどの新たな化石燃料生産プロジェクトへの巨額の投資をなおも計画している。
2021年6月シドニー工科大学の持続可能未来研究所は、「現在の石炭・石油・ガスの生産が、パリ協定の目標を超える方向に世界を導いている」と指摘した。彼らは化石燃料拡散防止条約イニシアチブと協力して報告書『化石燃料からの出口戦略：パリ協定達成のための石炭・石油・ガスの秩序ある縮小戦略』を発表、世界の再生可能エネルギーの潜在能力を分析し、「地球上のすべての地域において、再生可能エネルギーで化石燃料を代替し、1.5℃以下に気温上昇を抑えながら信頼性のあるエネルギー供給を確保できる」と結論づけている。
2021年9月には、地球温暖化を2050年までに1.5℃に抑える確率を50%とするためには、各地域および世界全体でどれだけの化石燃料を採掘から除外する必要があるかに関する初の科学的評価が提供された。

## 化石燃料利益享受者とその抵抗
いうまでもなく化石燃料産業の従事者（産業界）や支持者（政界）は、化石燃料業界の不利益となり業界に厳しい目が向けられるような施策に反対し、その防止・破棄を目論む。

世界の石油・ガス産業の純利益（上場・非上場両方の企業含む）。石油およびガスの生産量から、現行の石油およびガス価格（補助金を含む）で、運営費控除後・税金控除前の金額で計算した。

右側に示されているそれぞれの石油企業の2007～2022年の年間利益の積み上げ棒グラフ。COVID-19パンデミックからの回復後2022年過去最高益を記録した。

COVID-19パンデミックからの回復後、ロシアによるウクライナ侵攻に伴う燃料価格の上昇によって収益が拡大しエネルギー企業の利益は増加した。2022年、世界の石油・ガス産業の純利益は過去最高の4兆米ドルに達した。これによりそれら巨大企業に、負債の削減・ロシアでの事業閉鎖による税控除などを享受させ、温室効果ガス排出削減計画からの後退を許した。それら企業に対し超過利得税（windfall tax）を求める世論の声が高まった。
エジプトでのCOP27に出席した関係者によれば、サウジアラビア代表団は世界が石油の使用を減らすよう求める声明の採択を妨害しようとした。サウジアラビアおよび他の一部の産油国の反対により、サミットの最終声明には化石燃料の段階的廃止を各国に求める文言が盛り込まれなかった。
2022年3月気候科学者との国連会合において、サウジアラビアとロシアは、公式文書から「人為的な気候変動」という表現を削除するよう圧力をかけ、人間による化石燃料の燃焼が気候危機の主因であるという科学的事実に論争を挑んだ。
2024年、国際持続可能開発研究所は石油およびガスの段階的廃止計画を提案したのに対し、石油輸出国機構事務局長ハイサム・アル＝ガイスは「石油とガスの段階的廃止という幻想は事実と全く無関係だ」と一蹴した。

## 実現への課題
現代社会はいまだに化石燃料に大きく依存している。2014年には世界の一次エネルギー消費の80%以上が化石燃料によりまかなわれていた。全体として、化石燃料は少なくとも2023年まではさらに多く使用され続けており、その段階的廃止は代替エネルギーへの新たな投資が必要になるため、電力料金の上昇を招く可能性がある。
もう一つの課題は雇用である。2016年の、化石燃料産業の雇用と気候変動対策の支持との関係の研究は、人々は雇用を脅かす施策には反対するが良い代替案がある場合にはその限りではないとし、化石燃料産業で職を失った人々の地熱エネルギー産業での雇用を提案した。このことは化石燃料廃止の動きに反発する政治的利害にも当てはまる。例えばアメリカ合衆国議会の議員の投票行動は、彼らの州における化石燃料産業の重要性と関係している。
その他の課題としては、持続可能なリサイクルインフラの確保・必要な資源の調達・既存の利益/権力構造の混乱・生産量が一定しない再生可能エネルギーの管理・最適な国家レベルの移行政策の策定・輸送インフラの変革・化石燃料採掘防止とその責任などがある。こうした問題に対しては、現在も活発に研究開発が行われている。

## 各国の声明

### 中国
中国は2060年までにカーボンニュートラルを達成すると誓約しており、そのためには炭鉱および火力発電業界の300万人超の労働者に対する公正な移行が必要である。中国がその時点で化石燃料の使用を完全に廃止するのか、それとも一部を炭素回収・貯留の形で残すのかは未だ明確ではない。それにもかかわらず2021年、石炭採掘は最大稼働が命じられた。

### 欧州連合
2019年末、欧州連合は「欧州グリーンディール」を立ち上げた。その内容には以下が含まれる：
- 化石燃料への補助金や航空・海運の免税措置を精査するエネルギー課税指令の改訂
- 循環型経済アクションプラン[128]
- 欧州連合域内排出量取引制度など関連する気候政策手段の見直しおよび必要に応じた改正
- 持続可能でスマートなモビリティ戦略
- 温室効果ガス排出削減を他国と同等の速さで実行していない国に対する炭素関税の導入[129]（カーボン・ボーダー調整メカニズム、CBAM[130]）

また、「ホライズン・ヨーロッパ（Horizon Europe）」を通じて、各国の公的・民間投資を引き出す重要な役割を担うとし、産業界や加盟国との連携により、電池・クリーン水素・低炭素製鉄・循環型バイオ産業・建築環境などの研究開発を支援する。
欧州投資銀行はEUのエネルギー政策に基づき、2017年から2022年にかけてエネルギー産業を支援するため810億ユーロ以上を拠出し、そのうち約760億ユーロは送電網・エネルギー効率・再生可能エネルギーに関連するプロジェクトに充てられた。

### ドイツ
ドイツは2045年までにカーボンニュートラルを達成すると誓っている。ドバイでのCOP28気候サミットにて、ドイツのオラフ・ショルツ首相は化石燃料の段階的廃止を訴え、2045年までの気候中立へのドイツの取り組みを再確認した。その際、「風力・太陽光・電動モーター・グリーン水素といった技術はすでに存在している」と述べた。

### インド
インドはパリ協定目標を上回る自信を示している。パリ協定において、インドは2030年までに総発電量の40％を非化石燃料から供給するという国別貢献目標を掲げている。

### 日本
2020年10月26日、菅首相（当時）は就任後初の所信表明演説で、日本は2050年までにカーボンニュートラル、脱炭素社会の実現を目指すと表明した。

### 英国
イギリスは法的に2050年までにカーボンニュートラルになることを約束しており、住宅の暖房を天然ガスから転換することが化石燃料廃止の中で最も困難な課題であるとしている。技術的に可能な限り早く化石燃料を廃止するために、複数の団体がグリーンリカバリー法案を提案している。

## 著名人の声

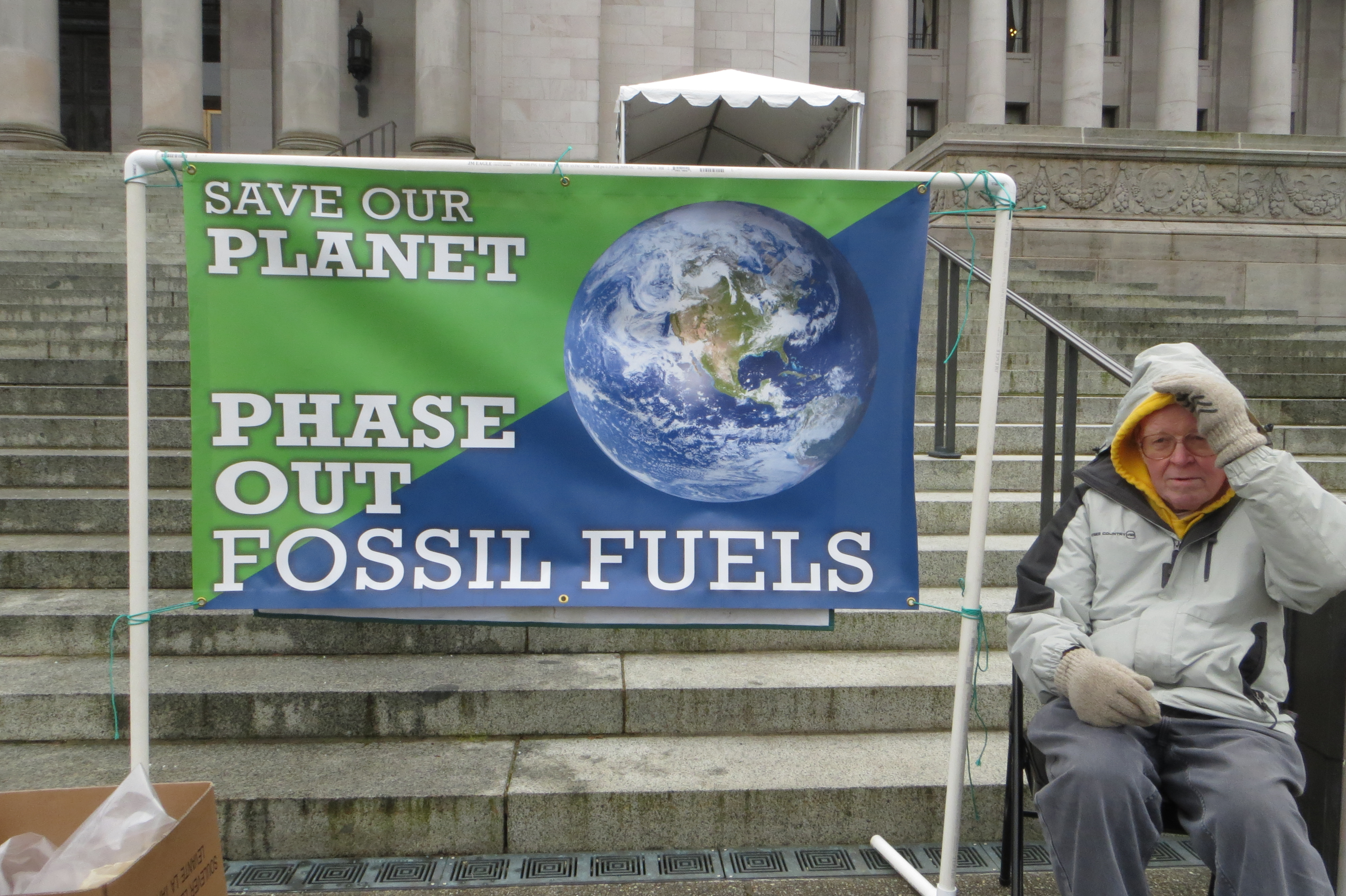
ワシントン州オリンピアの州議会議事堂前で、抗議のプラカードを掲げる長年の環境活動家であるテッド・ネイション

- 米国の政治家アル・ゴア：「地球の未来を見据える若者として、今なされていること、なされていないことを見れば、私は、新しい石炭発電所の建設を防ぐための市民的不服従の時が来たと信じている。炭素回収と隔離技術を備えていない限り、それは許されない」[141]
- 当時のGoogle CEOエリック・シュミット：「すべての化石燃料を20年以内に再生可能エネルギーに置き換えるべきだ」[142]。
- 当時の国連気候変動枠組条約事務局長クリスティアナ・フィゲレス：「化石燃料の新たな探査や開発に投資し続ける企業は、科学的に明白な事実を無視しており、それは彼らの受託者責任に対する重大な違反である」[143]

## 引用
1. ↑  “Energy Transition Investment Hit $500 Billion in 2020 – For First Time”. Bloomberg New Energy Finance. (2021年1月19日).  オリジナルの2021年1月19日時点におけるアーカイブ。
2. ↑  Catsaros, Oktavia (2023年1月26日). “Global Low-Carbon Energy Technology Investment Surges Past $1 Trillion for the First Time - Figure 1”. Bloomberg NEF (New Energy Finance).  オリジナルの2023年5月22日時点におけるアーカイブ。. "Defying supply chain disruptions and macroeconomic headwinds, 2022 energy transition investment jumped 31% to draw level with fossil fuels"
3. ↑  “Global Clean Energy Investment Jumps 17%, Hits $1.8 Trillion in 2023, According to BloombergNEF Report”. BNEF.com.   Bloomberg NEF (2024年1月30日). 2024年6月28日時点のオリジナルよりアーカイブ。2025年5月10日閲覧。 “Start years differ by sector but all sectors are present from 2020 onwards.”
4. ↑  2024 data: “Energy Transition Investment Trends 2025 / Abridged report”.   BloombergNEF. p. 9 (2025年1月30日). 2025年2月2日時点のオリジナルよりアーカイブ。2025年5月10日閲覧。
5. ↑  Chrobak, Ula; Chodosh, Sara (28 January 2021). “Solar power got cheap. So why aren't we using it more?”. Popular Science.  オリジナルの29 January 2021時点におけるアーカイブ。. ● Chodosh's graphic is derived from data in “Lazard's Levelized Cost of Energy Version 14.0”. Lazard.com.   Lazard (2020年10月19日). 2021年1月28日時点のオリジナルよりアーカイブ。2025年5月10日閲覧。
6. ↑  “Lazard LCOE Levelized Cost Of Energy+”.   Lazard. p. 16 (2024年6月). 2024年8月28日時点のオリジナルよりアーカイブ。2025年5月10日閲覧。
7. ↑  Green, F.; Denniss, R. (2018). “Cutting with both arms of the scissors: the economic and political case for restrictive supply-side climate policies”. Climatic Change 150 (1):  73–87. Bibcode: 2018ClCh..150...73G. doi:10.1007/s10584-018-2162-x.
8. ↑  “Fossil fuel producers must be forced to 'take back' carbon, say scientists” (英語). The Guardian (2023年1月12日). 2023年1月12日閲覧。
9. ↑  “Nearly a quarter of the operating U.S. coal-fired fleet scheduled to retire by 2029” (英語). www.eia.gov. 2023年2月21日閲覧。
10. ↑  “Australia hastens coal plant closures to catch up on climate” (英語). Nikkei Asia. 2023年2月21日閲覧。
11. ↑  “Our members” (英語). PPCA (2022年8月2日). 2023年2月21日閲覧。
12. ↑  Cuff, Madeleine. “Renewables supply 30 per cent of global electricity for the first time” (英語). New Scientist. 2024年5月26日閲覧。
13. ↑  “Coal-Fired Electricity – Analysis” (英語). IEA. 2023年2月21日閲覧。
14. ↑  “No EU agreement on fossil phase-out text” (英語). Argus Media (2023年2月20日). 2023年2月20日時点のオリジナルよりアーカイブ。2023年2月21日閲覧。
15. ↑  Institute, Energy. “Resources and data downloads” (英語). Statistical review of world energy. 2025年5月7日閲覧。
16. ↑  Carrington, Damian (2019年3月12日). “Air pollution deaths are double previous estimates, finds research”. The Guardian. 2020年2月4日時点のオリジナルよりアーカイブ。2019年3月12日閲覧。
17. ↑  Ramanathan, V.; Haines, A.; Burnett, R. T.; Pozzer, A.; Klingmüller, K.; Lelieveld, J. (9 April 2019). “Effects of fossil fuel and total anthropogenic emission removal on public health and climate” (英語). Proceedings of the National Academy of Sciences 116 (15):  7192–7197. Bibcode: 2019PNAS..116.7192L. doi:10.1073/pnas.1819989116. ISSN 0027-8424. PMC 6462052. PMID 30910976.
18. ↑  “Rapid global switch to renewable energy estimated to save millions of lives annually” (英語). LSHTM. 2020年3月2日時点のオリジナルよりアーカイブ。2019年6月2日閲覧。
19. ↑  “Letters to the editor”. The Economist. (2019年5月9日). ISSN 0013-0613.  オリジナルの2019年6月23日時点におけるアーカイブ。 2019年6月2日閲覧。
20. ↑  “Trends in global CO2 and total greenhouse gas emissions: 2019 Report”. 2020年10月31日時点のオリジナルよりアーカイブ。2020年10月25日閲覧。
21. ↑  “COP26 Energy Transition Council launched” (英語). GOV.UK (2020年9月21日). 2020年10月6日時点のオリジナルよりアーカイブ。2020年10月25日閲覧。 “The International Energy Agency has told us that to meet the goals of the Paris Agreement, the global transition to clean power needs to move four times faster than our current pace.”
22. ↑  Welsby, Dan; Price, James; Pye, Steve; Ekins, Paul (8 September 2021). “Unextractable fossil fuels in a 1.5 °C world” (英語). Nature 597 (7875):  230–234. Bibcode: 2021Natur.597..230W. doi:10.1038/s41586-021-03821-8. ISSN 1476-4687. PMID 34497394.
23. ↑  Damian, Carrington (2021年9月8日). “How much of the world's oil needs to stay in the ground?” (英語). The Guardian. 2021年11月19日時点のオリジナルよりアーカイブ。2021年9月10日閲覧。
24. ↑  “Elektrifizierung 2.0” (2021年10月). 2025年5月10日閲覧。
25. ↑  Boss, Stefan (2018年7月8日). “Unter Strom – wie die Schweiz elektrifiziert wurde”. swissinfo.ch. 2025年5月10日閲覧。
26. ↑  “Why France has a nuclear-powered economy — and America doesn't | AEI”. 2025年5月10日閲覧。
27. ↑  “France Presses Ahead with Nuclear Power”. NPR.org. 2025年5月10日閲覧。
28. ↑  “America, the Netherlands, and the Oil Crisis: 50 Years Later” (2019年4月26日). 2025年5月10日閲覧。
29. ↑  “Why is cycling so popular in the Netherlands?”. BBC News. (2013年8月7日)
30. ↑  “The Danish Solution to the Oil Crisis” (2014年8月10日). 2025年5月10日閲覧。
31. ↑  “Danish cycling history”. 2025年5月10日閲覧。
32. ↑  “Fostering Effective Energy Transition 2025 Insight Report”.   World Economic Forum. 2025年7月1日閲覧。
33. ↑  共同通信 (2025年6月18日). “脱化石燃料転換、日本は25位 118カ国中 ｜ 共同通信”. 共同通信. 2025年7月2日閲覧。
34. 1 2  “Retired Coal-fired Power Capacity by Country / Global Coal Plant Tracker”.   Global Energy Monitor (2023年). 2023年4月9日時点のオリジナルよりアーカイブ。2025年5月10日閲覧。 — Global Energy Monitor's Summary of Tables (archive)
35. ↑  “Boom and Bust Coal / Tracking the Global Coal Plant Pipeline”.   Global Energy Monitor. p. 3 (2023年4月5日). 2023年4月7日時点のオリジナルよりアーカイブ。2025年5月10日閲覧。
36. ↑  “New Coal-fired Power Capacity by Country / Global Coal Plant Tracker”.   Global Energy Monitor (2023年). 2023年3月19日時点のオリジナルよりアーカイブ。2025年5月10日閲覧。 — Global Energy Monitor's Summary of Tables (archive)
37. ↑  “Analysis: Why coal use must plummet this decade to keep global warming below 1.5C”. Carbon Brief (2020年2月6日). 2020年2月16日時点のオリジナルよりアーカイブ。2020年2月8日閲覧。
38. ↑  “The EBRD's just transition initiative”. European Bank for Reconstruction and Development. 2020年9月26日時点のオリジナルよりアーカイブ。2020年8月4日閲覧。
39. ↑  “Statistics”. iea.org. 2019年6月28日時点のオリジナルよりアーカイブ。2019年5月28日閲覧。
40. ↑  “China's unbridled export of coal power imperils climate goals”. 2018年12月6日時点のオリジナルよりアーカイブ。2018年12月7日閲覧。
41. ↑  “Coal exit benefits outweigh its costs – PIK Research Portal”. pik-potsdam.de. 2020年3月24日時点のオリジナルよりアーカイブ。2020年3月24日閲覧。
42. ↑  “The Production Gap Executive Summary”. 2019年11月21日時点のオリジナルよりアーカイブ。2019年11月20日閲覧。
43. ↑  “In coal we trust: Australian voters back PM Morrison's faith in fossil fuel”. Reuters. (2019年5月19日).  オリジナルの2019年5月28日時点におけるアーカイブ。 2019年5月28日閲覧。
44. ↑  Rockström, Johan (2017). “A roadmap for rapid decarbonization”. Science 355 (6331):  1269–1271. Bibcode: 2017Sci...355.1269R. doi:10.1126/science.aah3443. PMID 28336628.  オリジナルの14 April 2021時点におけるアーカイブ。 2020年9月11日閲覧。.
45. ↑  “Time for China to Stop Bankrolling Coal”. The Diplomat. (2019年4月29日).  オリジナルの2019年6月6日時点におけるアーカイブ。 2019年5月28日閲覧。
46. ↑  “Powering Past Coal Alliance members list”. Poweringpastcoal.org. 2019年3月27日時点のオリジナルよりアーカイブ。2018年9月20日閲覧。
47. ↑  “Powering Past Coal Alliance declaration”. Poweringpastcoal.org. 2019年2月2日時点のオリジナルよりアーカイブ。2018年9月20日閲覧。
48. ↑  “UN Secretary-General calls for end to new coal plants after 2020” (英語). Business Green (2019年5月10日). 2019年5月19日時点のオリジナルよりアーカイブ。2019年5月28日閲覧。
49. ↑  “The dirtiest fossil fuel is on the back foot”. The Economist. (3 December 2020). ISSN 0013-0613.  オリジナルの19 November 2021時点におけるアーカイブ。 2021年1月1日閲覧。.
50. ↑  “COP26 Energy Transition Council launched” (英語). GOV.UK (2020年9月21日). 2020年10月6日時点のオリジナルよりアーカイブ。2020年10月25日閲覧。 “In the next phase of this partnership, we must focus even more strongly on working with business to accelerate the development of solutions that are critical to achieve net zero, such as energy storage and clean hydrogen production.”
51. ↑  “Natural Gas as a Bridge Fuel : Measuring the Bridge”. Energycenter.org (2016年). 2017年4月24日時点のオリジナルよりアーカイブ。2017年6月9日閲覧。
52. ↑  “Stranded assets are an increasing risk for investors” (英語). Raconteur (2019年3月21日). 2019年5月10日時点のオリジナルよりアーカイブ。2019年5月26日閲覧。
53. ↑  Simon, Frédéric (2019年3月27日). “Gas network chief: 'By 2050, we assume CO2 emissions from energy will be zero'” (英語). euractiv.com. 2019年5月26日時点のオリジナルよりアーカイブ。2019年5月26日閲覧。
54. ↑  “Preparing Dutch homes for a natural gas-free future” (英語). European Climate Foundation. 2019年5月26日時点のオリジナルよりアーカイブ。2019年5月26日閲覧。
55. ↑  “Seattle Bans Natural Gas in New Buildings” (英語). The National Law Review. 2021年2月16日時点のオリジナルよりアーカイブ。2021年3月6日閲覧。
56. ↑  Ambrose, Jillian (2024年12月12日). “Labour’s 2030 green energy goal faces ‘significant challenges’, experts warn” (英語). The Guardian. ISSN 0261-3077 2024年12月12日閲覧。
57. ↑  “Energy Transition Investment Now On Par with Fossil Fuel”. Bloomberg NEF (New Energy Finance). (2023年2月10日).  オリジナルの2023年3月27日時点におけるアーカイブ。
58. ↑  “The European Power Sector in 2020 / Up-to-Date Analysis on the Electricity Transition”. ember-climate.org.   Ember and Agora Energiewende (2021年1月25日). 2021年1月25日時点のオリジナルよりアーカイブ。2025年5月10日閲覧。
59. ↑  Bank, European Investment (2 February 2023). Energy Overview 2023 (Report) (英語).

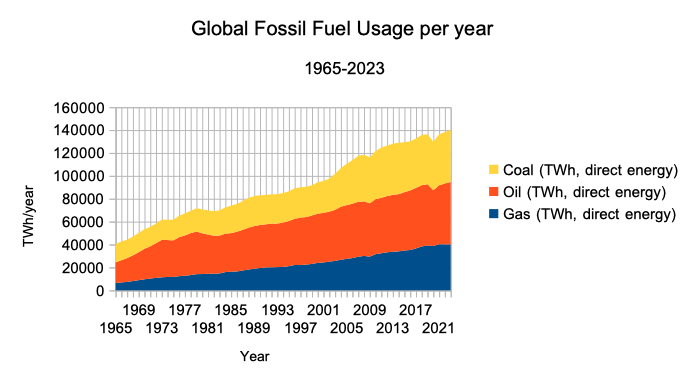
世界の化石燃料エネルギー使用量（1965年～2023年）。石炭と天然ガスが増加の一途を辿ってきた。

60. ↑  Nations, United. “Renewable energy – powering a safer future” (英語). United Nations. 2023年3月9日閲覧。
61. ↑  Data from McKerracher, Colin (2023年1月12日). “Electric Vehicles Look Poised for Slower Sales Growth This Year”. BloombergNEF.  オリジナルの2023年1月12日時点におけるアーカイブ。
62. ↑  Burch, Isabella (2018年9月). “Survey of Global Activity to Phase Out Internal Combustion Engine Vehicles”. Climateprotection.org. 2019年7月24日時点のオリジナルよりアーカイブ。2019年1月23日閲覧。
63. ↑  “International Trade Governance and Sustainable Transport: The Expansion of Electric Vehicles”. International Centre for Trade and Sustainable Development (2017年12月). 2020年7月31日時点のオリジナルよりアーカイブ。2019年1月23日閲覧。
64. ↑  Asthana, Anushka; Taylor, Matthew (2017年7月25日). “Britain to ban sale of all diesel and petrol cars and vans from 2040”. The Guardian.  オリジナルの2019年1月26日時点におけるアーカイブ。 2019年1月27日閲覧。
65. ↑  The Royal Society (January 2008). Sustainable biofuels: prospects and challenges,  ISBN 978-0-85403-662-2, p. 61.
66. ↑  Gordon Quaiattini. Biofuels are part of the solution Canada.com, 25 April 2008. Retrieved 23 December 2009.
67. ↑  “California Hydrogen Activities”. California Hydrogen Highway.  California Environmental Protection Agency (2012年11月26日). 2013年1月23日時点のオリジナルよりアーカイブ。2013年9月9日閲覧。
68. ↑  Spiryagin, Maksym; Dixon, Roger; Oldknow, Kevin; Cole, Colin (2021-09-01). “Preface to special issue on hybrid and hydrogen technologies for railway operations” (英語). Railway Engineering Science 29 (3):  211. Bibcode: 2021RailE..29..211S. doi:10.1007/s40534-021-00254-x. ISSN 2662-4753.
69. ↑  “Airbus: World's First Flight Fueled by Alternative Fuel”. Sustainable Business (2008年2月5日). 2024年11月25日閲覧。
70. ↑  “Boeing announce plans to accelerate bio-jet fuel development” (2007年10月8日). 2008年7月6日時点のオリジナルよりアーカイブ。2008年7月2日閲覧。
71. ↑  “SECAF certifies synthetic fuel blends for B-52H”. 2016年3月3日時点のオリジナルよりアーカイブ。2025年5月10日閲覧。
72. ↑  “End fossil fuel subsidies and reset the economy – IMF head” (英語). World Economic Forum (2020年6月3日). 2020年10月28日時点のオリジナルよりアーカイブ。2020年10月27日閲覧。
73. ↑  Krane, Jim; Matar, Walid; Monaldi, Francisco (October 2020). Fossil Fuel Subsidy Reform Since the Pittsburgh G20: A Lost Decade?. doi:10.25613/sk5h-f056.  オリジナルの19 November 2021時点におけるアーカイブ。 2020年10月27日閲覧。.
74. ↑  Laville, Sandra (2019年10月24日). “Fossil fuel big five 'spent €251m lobbying EU' since 2010” (英語). The Guardian. ISSN 0261-3077 2019年11月23日閲覧。
75. ↑  “Data – Organisation for Economic Co-operation and Development” (英語). oecd.org. 2020年11月10日時点のオリジナルよりアーカイブ。2020年10月27日閲覧。
76. ↑  Browning, Noah; Kelly, Stephanie (2022年3月8日). “Analysis: Ukraine crisis could boost ballooning fossil fuel subsidies” (英語). Reuters 2022年4月2日閲覧。
77. ↑  “Energy subsidies – Topics” (英語). IEA. 2021年1月26日時点のオリジナルよりアーカイブ。2020年10月27日閲覧。
78. ↑  Irfan, Umair (2019年5月17日). “Fossil fuels are underpriced by a whopping $5.2 trillion” (英語). Vox. 2019年11月23日閲覧。
79. ↑  “Breaking up with fossil fuels” (英語). UNDP. 2023年6月3日時点のオリジナルよりアーカイブ。2022年11月24日閲覧。
80. ↑  “Nigeria's energy transition: reforming fossil fuel subsidies and other financing opportunities” (英語). ODI: Think change (2022年11月2日). 2022年11月24日閲覧。
81. ↑  “How Reforming Fossil Fuel Subsidies Can Go Wrong: A lesson from Ecuador” (英語). IISD. 2019年11月11日閲覧。
82. ↑  Carrington, Damian (2021年10月6日). “Fossil fuel industry gets subsidies of $11m a minute, IMF finds” (英語). The Guardian. 2021年10月6日時点のオリジナルよりアーカイブ。2021年12月11日閲覧。
83. ↑  “| Fossil Fuel Subsidies” (英語). IMF. 2020年10月31日時点のオリジナルよりアーカイブ。2020年10月27日閲覧。
84. 1 2  Barker (2001). “9.2.1.2 Reducing Subsidies in the Energy Sector”. Climate Change 2001: IPCC Third Assessment Report Working Group III: Mitigation. Intergovernmental Panel on Climate Change. p. 568.  オリジナルの5 August 2009時点におけるアーカイブ。 2010年9月1日閲覧。
85. ↑  “Fossil Fuel to Clean Energy Subsidy Swaps: How to pay for an energy revolution” (英語). IISD (2019年6月7日). 2019年11月23日閲覧。
86. ↑  “Fossil Fuel Subsidies” (英語). IMF. 2024年1月2日閲覧。 “Raising fuel prices to their fully efficient levels reduces projected global fossil fuel CO2 emissions 43 percent below baseline levels in 2030—or 34 percent below 2019 emissions. This reduction is in line with the 25-50 percent reduction in global greenhouse gas emissions below 2019 levels needed by 2030 to be on track with containing global warming to the Paris goal of 1.5-2C.”
87. ↑   Sustainable Access to Energy in the Global South: Essential Technologies and Implementation Approaches. Cham: Springer. (2015). ISBN 978-3-319-20209-9. OCLC 913742250
88. ↑  Jacobson, M.Z. and Delucchi, M.A. (November 2009) "A Plan to Power 100 Percent of the Planet with Renewables" (originally published as "A Path to Sustainable Energy by 2030") Scientific American 301(5):58–65
89. ↑  Jacobson, M.Z. (2009) "Review of solutions to global warming, air pollution, and energy security" Energy and Environmental Science 2:148-73 doi:10.1039/b809990c (review)
90. ↑  Runyon, Jennifer (2021年6月23日). “Report: New solar is cheaper to build than to run existing coal plants in China, India and most of Europe” (英語). Renewable Energy World. 2025年5月10日閲覧。
91. ↑  Krane, Jim; Monaldi, Francisco J. (2020-10-07). “Fuel Subsidy Reform Since Pittsburgh G20: A Lost Decade?” (英語). Research Paper.
92. ↑  “Share of cumulative power capacity by technology, 2010-2027”. IEA.org.   International Energy Agency (IEA) (2022年12月5日). 2023年2月4日時点のオリジナルよりアーカイブ。2025年5月10日閲覧。 Source states "Fossil fuel capacity from IEA (2022), World Energy Outlook 2022. IEA. Licence: CC BY 4.0."
93. ↑  “Report / 2023 / X-Change: Electricity / On track for disruption”.   Rocky Mountain Institute (2023年6月13日). 2023年7月13日時点のオリジナルよりアーカイブ。2025年5月10日閲覧。
94. ↑  “Electricity consumption from fossil fuels, nuclear and renewables, 2020”. OurWorldInData.org.   Our World in Data consolidated data from BP and Ember (2021年11月3日). 2021年11月3日時点のオリジナルよりアーカイブ。2025年5月10日閲覧。
95. ↑  Jones, Dave; Gutmann, Kathrin (December 2015). End of an era: why every European country needs a coal phase-out plan. London, UK and Brussels, Belgium: Greenpeace and Climate Action Network Europe.  オリジナルの17 October 2016時点におけるアーカイブ。 2016年9月14日閲覧。
96. ↑  Mathiesen, Karl (2016年9月23日). “Existing coal, oil and gas fields will blow carbon budget –  study”. The Guardian (London, UK).  オリジナルの2016年9月23日時点におけるアーカイブ。 2016年9月28日閲覧。
97. ↑  Turnbull, David (22 September 2016). “Fossil Fuel Expansion Has Reached the Sky's Limit: Report” (Press release). Washington DC, US: Oil Change International. 2016年9月23日時点のオリジナルよりアーカイブ. 2016年9月27日閲覧.
98. 1 2  
Muttitt, Greg (September 2016). The sky's limit: why the Paris climate goals require a managed decline of fossil fuel production. Washington DC, US: Oil Change International.  オリジナルの20 January 2020時点におけるアーカイブ。 2016年9月27日閲覧。
99. ↑  “Beyond coal: scaling up clean energy to fight global poverty”. Overseas Development Institute (ODI) (2016年10月). 2016年11月1日時点のオリジナルよりアーカイブ。2016年10月31日閲覧。
100. ↑  Granoff, Ilmi; Hogarth, James Ryan; Wykes, Sarah; Doig, Alison (October 2016). Beyond coal: Scaling up clean energy to fight global poverty — Position paper. London, United Kingdom: Overseas Development Institute (ODI).  オリジナルの2 February 2017時点におけるアーカイブ。 2016年10月31日閲覧。
101. ↑  Nuccitelli, Dana (2016年10月31日). “Coal doesn't help the poor; it makes them poorer”. The Guardian (London, United Kingdom). ISSN 0261-3077.  オリジナルの2020年1月9日時点におけるアーカイブ。 2016年10月31日閲覧。
102. ↑  Wilson, IAG; Staffell, I (2018). “Rapid fuel switching from coal to natural gas through effective carbon pricing”. Nature Energy 3 (5):  365–372. Bibcode: 2018NatEn...3..365W. doi:10.1038/s41560-018-0109-0.  オリジナルの1 May 2019時点におけるアーカイブ。 2019年7月4日閲覧。.
103. ↑  Gaulin, N.; Le Billon, P. (2020). “Climate change and fossil fuel production cuts: Assessing global supply-side constraints and policy implications”. Climate Policy 20 (8):  888–901. Bibcode: 2020CliPo..20..888G. doi:10.1080/14693062.2020.1725409.  オリジナルの3 November 2021時点におけるアーカイブ。 2021年11月3日閲覧。.
104. ↑  Overland, Indra; Bazilian, Morgan; Ilimbek Uulu, Talgat; Vakulchuk, Roman; Westphal, Kirsten (2019). “The GeGaLo index: Geopolitical gains and losses after energy transition” (英語). Energy Strategy Reviews 26:  100406. Bibcode: 2019EneSR..2600406O. doi:10.1016/j.esr.2019.100406. hdl:11250/2634876.
105. ↑  Taylor, Damian Carrington Matthew (2022年5月11日). “Revealed: the 'carbon bombs' set to trigger catastrophic climate breakdown” (英語). The Guardian. 2022年7月5日閲覧。
106. ↑  “Fossil Fuel Exit Strategy: An orderly wind down of coal, oil, and gas to meet the Paris Agreement”.   Institute for Sustainable Futures, University of Technology Sydney. pp. 6 (2021年6月). 2021年8月11日時点のオリジナルよりアーカイブ。2021年7月28日閲覧。
107. ↑  Ramirez, Rachel. “Majority of remaining fossil fuels must stay in the ground to limit climate crisis below critical threshold, study shows”. CNN.  オリジナルの2021年10月18日時点におけるアーカイブ。 2021年10月18日閲覧。
108. ↑  Welsby, Dan; Price, James; Pye, Steve; Ekins, Paul (September 2021). “Unextractable fossil fuels in a 1.5 °C world” (英語). Nature 597 (7875):  230–234. Bibcode: 2021Natur.597..230W. doi:10.1038/s41586-021-03821-8. ISSN 1476-4687. PMID 34497394.
109. ↑  “World Energy Investment 2023”. IEA.org.   International Energy Agency. p. 61 (2023年5月). 2023年8月7日時点のオリジナルよりアーカイブ。2025年5月10日閲覧。
110. 1 2  Bousso, Ron (2023年2月8日). “Big Oil doubles profits in blockbuster 2022”. Reuters.  オリジナルの2023年3月31日時点におけるアーカイブ。 ● Details for 2020 from the more detailed diagram in King, Ben (2023年2月12日). “Why are BP, Shell, and other oil giants making so much money right now?”. BBC.  オリジナルの2023年4月22日時点におけるアーカイブ。
111. ↑  Heinrichs, Heidi Ursula; Schumann, Diana; Vögele, Stefan; Biß, Klaus Hendrik; Shamon, Hawal; Markewitz, Peter; Többen, Johannes; Gillessen, Bastian et al. (1 May 2017). “Integrated assessment of a phase-out of coal-fired power plants in Germany”. Energy 126:  285–305. Bibcode: 2017Ene...126..285H. doi:10.1016/j.energy.2017.03.017.
112. ↑  “World Energy Investment 2023”. IEA.org.   International Energy Agency. p. 61 (2023年5月). 2023年8月7日時点のオリジナルよりアーカイブ。2025年5月10日閲覧。
113. ↑  Tabuchi, Hiroko (2022年11月21日). “Inside the Saudi Strategy to Keep the World Hooked on Oil”. The New York Times 2022年11月21日閲覧。
114. ↑  “Transitioning Away From Oil and Gas” (英語). International Institute for Sustainable Development. 2024年12月12日閲覧。
115. ↑  “OPEC Digital Publications - World Oil Outlook”. publications.opec.org. 2024年12月3日時点のオリジナルよりアーカイブ。2024年12月12日閲覧。
116. ↑  “Key World Energy Statistics”.   International Energy Agency (2016年). 2016年10月26日時点のオリジナルよりアーカイブ。2017年5月6日閲覧。
117. ↑  Igini, Martina (2024年6月26日). “Fossil Fuel Comprised 82% of Global Energy Mix in 2023” (英語). Earth.Org. 2025年5月14日閲覧。
118. ↑  Green, R; Staffell, I (2016). “Electricity in Europe: exiting fossil fuels?”. Oxford Review of Economic Policy 32 (2):  282–303. doi:10.1093/oxrep/grw003. hdl:10044/1/29487.
119. ↑  Tvinnereim, Endre; Ivarsflaten, Elisabeth (1 September 2016). “Fossil fuels, employment, and support for climate policies”. Energy Policy 96:  364–371. Bibcode: 2016EnPol..96..364T. doi:10.1016/j.enpol.2016.05.052.
120. ↑  “The West's Nuclear Mistake”.   MSN. 2021年12月8日閲覧。
121. ↑  Cardenas, IC (2024). “Mitigation of climate change. Risk and uncertainty research gaps in the specification of mitigation actions”. Environmental Science & Policy 162 (December 2024):  103912. doi:10.1016/j.envsci.2024.103912.
122. ↑  Cragg, Michael I.; Zhou, Yuyu; Gurney, Kevin; Kahn, Matthew E. (1 April 2013). “Carbon Geography: The Political Economy of Congressional Support for Legislation Intended to Mitigate Greenhouse Gas Production”. Economic Inquiry 51 (2):  1640–1650. doi:10.1111/j.1465-7295.2012.00462.x. SSRN 2225690.  オリジナルの2 June 2018時点におけるアーカイブ。 2019年8月29日閲覧。.
123. ↑  “Integrating Variable Renewable Energy: Challenges and Solutions”.   National Renewable Energy Laboratory. 2021年5月21日時点のオリジナルよりアーカイブ。2021年11月8日閲覧。
124. ↑  Rempel, Arthur; Gupta, Joyeeta (1 October 2021). “Fossil fuels, stranded assets and COVID-19: Imagining an inclusive & transformative recovery” (英語). World Development 146:  105608. doi:10.1016/j.worlddev.2021.105608. ISSN 0305-750X. PMC 9758387. PMID 36569408.
125. ↑  Heath, Garvin A.; Silverman, Timothy J.; Kempe, Michael; Deceglie, Michael; Ravikumar, Dwarakanath; Remo, Timothy; Cui, Hao; Sinha, Parikhit et al. (July 2020). “Research and development priorities for silicon photovoltaic module recycling to support a circular economy” (英語). Nature Energy 5 (7):  502–510. Bibcode: 2020NatEn...5..502H. doi:10.1038/s41560-020-0645-2. ISSN 2058-7546.  オリジナルの21 August 2021時点におけるアーカイブ。 2021年6月26日閲覧。.
126. 1 2  Mallapaty, Smriti (19 October 2020). “How China could be carbon neutral by mid-century” (英語). Nature 586 (7830):  482–483. Bibcode: 2020Natur.586..482M. doi:10.1038/d41586-020-02927-9. PMID 33077972.
127. ↑  “China coal output hits record in Nov to ensure winter supply”. Reuters. (2021年12月15日)
128. ↑  “A new circular economy action plan”. 2020年10月29日時点のオリジナルよりアーカイブ。2020年10月23日閲覧。
129. ↑  “Coal Information Overview 2019”.  International Energy Agency. 2020年5月16日時点のオリジナルよりアーカイブ。2020年3月28日閲覧。 “peak production in 2013”
130. ↑  “Initiative”. 2020年10月21日時点のオリジナルよりアーカイブ。2020年10月23日閲覧。
131. ↑  “COMMUNICATION FROM THE COMMISSION TO THE EUROPEAN PARLIAMENT, THE EUROPEAN COUNCIL, THE COUNCIL, THE EUROPEAN ECONOMIC AND SOCIAL COMMITTEE AND THE COMMITTEE OF THE REGIONS”. 2020年10月24日時点のオリジナルよりアーカイブ。2020年10月23日閲覧。
132. ↑  Bank, European Investment (2 February 2023). Energy Overview 2023 (Report) (英語).
133. ↑  “Scholz: Germany Won't Delay Path to Climate Neutrality by 2045”. Bloomberg. (2022年11月5日)
134. ↑  “COP28: Germany's Scholz calls to phase out coal, oil and gas”. Deutsche Welle. (2023年12月2日)
135. ↑  “India will exceed its climate commitments: PM Narendra Modi”. 2020年12月13日時点のオリジナルよりアーカイブ。2020年12月13日閲覧。
136. ↑  “INDC submission.”. 2018年9月28日時点のオリジナルよりアーカイブ。2020年12月12日閲覧。
137. ↑  McCurry, Justin (2020年10月26日). “Japan will become carbon neutral by 2050, PM pledges” (英語). The Guardian. ISSN 0261-3077.  オリジナルの2021年4月6日時点におけるアーカイブ。 2020年10月26日閲覧。
138. ↑  “菅首相、「2050年までに温室効果ガス実質ゼロ」を宣言”. 環境ビジネスオンライン. (2020年10月26日) {{cite news}}: |date=の日付が不正です。 (説明)⚠
139. ↑  Hanna Ziady (2020年10月6日). “All 30 million British homes could be powered by offshore wind in 2030”.   CNN. 2020年10月25日閲覧。
140. ↑  See “The Green Recovery Act 2020”.   Common Wealth. 2020年7月15日時点のオリジナルよりアーカイブ。2023年9月8日閲覧。 and Green New Deal for Europe (Report) (II ed.). 2019.
141. ↑  Nichols, Michelle (2008年9月24日). “Gore urges civil disobedience to stop coal plants”. Reuters.  オリジナルの2016年9月23日時点におけるアーカイブ。 2016年9月22日閲覧。
142. ↑  "Google CEO ERic Schmidt offers energy plan," Archived 20 September 2012 at the Wayback Machine. San Jose Mercury News, 9 September 2008
143. ↑  Flannery, Tim (2015). Atmosphere of Hope. Solutions to the Climate Crisis. Penguin Books. pp. 123–124